# Rap or Go to the League
| Recensione | Giudizio |
| ---------- | -------- |
| Metacritic | 83/100   |
| NME        |          |
| Pitchfork  | 7,6/10   |

Rap or Go to the League è il quinto album del rapper statunitense 2 Chainz, pubblicato per le etichette discografiche Gamebread e Def Jam Recordings il 1º marzo 2019.

## Antefatti
Nel febbraio 2018, dopo la pubblicazione dell'EP The Play Don't Care Who Makes It, 2 Chainz affermò che il suo prossimo album in studio si sarebbe chiamato Rap or Go to the League.
Nel febbraio 2019 fu poi rivelato che il giocatore dei Los Angeles Lakers LeBron James avrebbe prodotto esecutivamente l'album. Poco dopo fu rivelata anche la copertina dell'album.
Un comunicato stampa della Def Jam affermava che l'intento dell'album è quello di "celebrare l'eccellenza nera e focalizzarsi sul potere dell'educazione e dell'intrattenimento". Il comunicato diceva inoltre che il titolo "Critica la logica secondo la quale gli unici modi per poter andare via dalle strade siano diventare un rapper oppure un giocatore di basket".
Il 28 febbraio 2019 fu invece rivelata la tracklist ufficiale dell'album.

## Promozione
Nel novembre 2018, il brano Girl's Best Friend, in collaborazione con Ty Dolla Sign, fu pubblicata come un doppio singolo insieme al brano Hot Wings con il titolo di Hot Wings Are a Girl's Best Friend.

## Tracce
Crediti adattati da Tidal.
1. Forgiven (feat. Marsha Ambrosius) – 5:23 (testo: Tauheed Epps, Dwayne Abernathy, Jr., Marsha Ambrosius, Shawn Carter, Hugh Perry, Maxwell Smith, Kanye West – musica: Dem Jointz)
2. Threat 2 Society – 3:46 (testo: Epps, Patrick Douthit, Douglas Williams, Leonard Williams, Melvin Williams – musica: 9th Wonder)
3. Money in the Way – 2:42 (testo: Epps, Tyron Douglas, Bruce Hawes, Joseph Jefferson – musica: Buddah Bless, Jabz)
4. Statue of Limitations – 2:29 (testo: Epps, Samuel Gloade, Sammie Norris, James Philips, Todd Shaw, Joathan Smith, Phalon Alexander – musica: 30 Roc)
5. High Top Versace (feat. Young Thug) – 2:57 (testo: Epps, Jacob Canady, Jeffery Williams – musica: ATL Jacob)
6. Whip (feat. Travis Scott) – 3:47 (testo: Epps, Ebony Oshunrinde, Mike Dean, Jacques Webster – musica: WondaGurl, Mike Dean)
7. NCAA – 4:08 (testo: Epps, Carlton Mays, Jr. – musica: Honorable C.N.O.T.E.)
8. Momma I Hit a Lick (feat. Kendrick Lamar) – 2:54 (testo: Epps, Pharrell Williams, Kendrick Duckworth – musica: Pharell Williams)
9. Rule the World (feat. Ariana Grande) – 4:06 (testo: Epps, Carl McCormick, Christian Ward, Robert Watson, Racquelle Anteola , Moore Ray III, Lerron Carson, Richard Harrison – musica: Cardiak, Paul Cabbin, Hitmaka, Rob Holladay)
10. Girl's Best Friend (feat. Ty Dolla Sign) – 3:13 (testo: Epps, Ronald LaTour, Dylan Cleary-Krell, Tyrone Griffin, Jr., Brock Korsan – musica: Cardo, Dez Wright)
11. 2 Dollar Bill (feat. Lil Wayne e E-40) – 4:00 (testo: Epps, Dijon McFarlane, Terrace Martin, Dwayne Carter, Earl Stevens – musica: Mustard, Terrace Martin, Antohny Evans)
12. I Said Me – 5:32 (testo: Epps, Gloade, Adarius Moragne, Lonnie Smith, Oscar Hammerstein II, Richard Rodgers – musica: 30 Roc, Datboisqueeze)
13. I'm Not Crazy, Life Is (feat. Chance the Rapper e Kodak Black) – 5:30 (testo: Epps, Chancelor Bennett, Bill Kapri, Trocon Roberts, Dean – musica: FK1 1st, Dean)
14. Sam – 4:11 (testo: Epps, Chad Butler, Bernard Freeman, Joseph Johnson – musica: B Clark)

### Campionature
- Threat 2 Society contiene un campione di "So God to Be Alive", scritta da Douglas Williams, Leoanrd Williams e Melvin Williams ed eseguita dai The Truthettes.[10]
- Rule the World contiene un campione di "Why Don't We Fall in Love", scritta da Richard Harrison ed eseguita da Amerie.[11]
- I Said Me contiene un campione di "My Favorite Things", scritta da Oscar Hammerstein II ed eseguita da Richard Rodgers.[12]

## Formazione
Crediti adattati da Tidal.

### Musicisti
- Philip Cornish – tastiere aggiuntive (traccia 1)
- Tyler Cates – chitarra (traccia 7)
- Blair Taylor – tastiere aggiuntive (traccia 13)
- Forgiven contiene parti vocali aggiuntive di Sunni Patterson e Francis and the Lights.
- 2 Dollar Bill contiene background vocali di Anthony Evans, Chelsea "Peaches" West, Denise Carite e Tiffany Palmer.
- I'm Not Crazy, Life Is contiene background vocali di Joi.
- Sam contiene parti vocali aggiuntive di B Clark.

### Produzione
- Zach Steele – registrazione (traccia 1)
- Nolan Presley – registrazione
- Billy Hickey – registrazione (traccia 9)
- Migui Maloles – registrazione (traccia 11)
- Francisco "Frankie" Ramirez – registrazione (traccia 11)
- Dem Jointz – missaggio (traccia 1)
- Finis "KY" White – missaggio
- Mike Dean – missaggio (traccia 6)
- Șerban Ghenea – missaggio (traccia 9)
- Glenn Shick – mastering

## Classifiche
| Classifica (2019) | Posizione massima |
| ----------------- | ----------------- |
| Australia         | 35                |
| Belgio (Fiandre)  | 94                |
| Canada            | 10                |
| Francia           | 117               |
| Irlanda           | 32                |
| Norvegia          | 30                |
| Nuova Zelanda     | 37                |
| Paesi Bassi       | 32                |
| Regno Unito       | 74                |
| Stati Uniti       | 4                 |
| Svizzera          | 47                |